# Societatea Feroviară de Turism

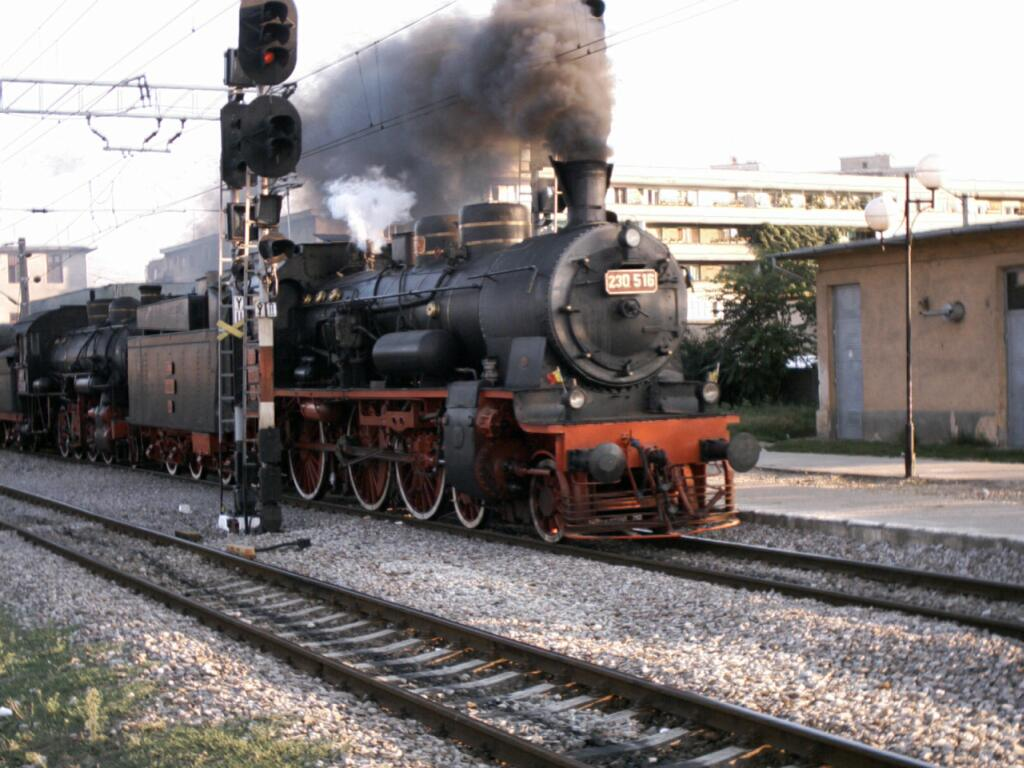
230-as sorozatú gőzmozdony Aradon

A Căile Ferate Române átszervezése után számos turisztikai szempontból fontos vonal üzemelését a Societatea Feroviară de Turism (SFT) vette át. Elsősorban keskeny nyomtávú, erdei vonalakról van szó, amelyeknek gazdasági jelentőségük napjainkban már nincs, viszont a természeti környezet, melyeken áthaladnak, vonzza az országba látogató turistákat. Emellett az SFT korabeli szerelvényeket is üzemeltet valamint a fennmaradt gőzmozdonyok és történelmi jelentőségű egyéb mozdonyok fenntartásával is foglalkozik.
Az SFT által üzemeltetett régi szerelvények, gőzmozdony által vontatva:
- Királyi vonat – 1928-ban a román királyi család számára készültek kocsijai. Az idők során olyan nevezetes személyiségek vették igénybe, mint Nicolae Ceaușescu, Todor Zsivkov, Nyikita Szergejevics Hruscsov, Leonyid Iljics Brezsnyev vagy Erich Honecker.
- Călugăreni vonat – a román függetlenségi háború (1877-1878) legendás szerelvénye, mely a szövetséges orosz cári csapatokat szállította a Duna-menti frontvonalra. A háromkocsis szerelvényt és a mozdonyt 1964-ben restaurálták.
- Nosztalgia vonat – Temesvár környékén közlekedik elsősorban a 20. század elején az aradi vagongyárban készült kocsikkal.
- Brassó vonat – Nagyszeben és Brassó környékén közlekedik elsősorban a 20. század elején az aradi vagongyárban készült kocsikkal.
- Moldovița vonat – Bukarestben állomásozik és a 19. század végén, a bécsi Simmering Vagongyár felújított kocsijaival közlekedik
- Bukarest vonat – Bukarest környékén közlekedik elsősorban a 20. század elején az aradi vagongyárban készült kocsikkal.

Az SFT által üzemeltetett keskeny nyomtávú vasutak (az erdei kisvasút neve román köznyelven mocănița), gőzmozdony által vontatva:
- Maros vonat – a Marosvásárhely és Mezőbánd közötti 27 km-es szakaszon közlekedik. A szerelvényt 2003-ban újították fel.
- Csibin vonat – Nagyszeben és Hortobágyfalva között közlekedik.